# رضا نیلی‌پور
رضا نیلی‌پور (۲۷ اردیبهشت ۱۳۲۰) زبان‌شناس، روان‌شناس و عصب‌شناس ایرانی است. او عضو پیوسته فرهنگستان علوم نیز می‌باشد.

## پیشینه
وی پس از دریافت کارشناسی زبان و ادبیات انگلیسی از دانشگاه اصفهان، در دورهٔ کارشناسی ارشد و دکتری زبان‌شناسی دانشکدهٔ ادبیات دانشگاه تهران، از کلاس‌های دکتر محمد مقدم، دکتر محمدرضا باطنی، دکتر هرمز میلانیان و دکتر مهرداد بهار بهره برد.
در سال ۱۳۴۹ در دانشگاه ایلینوی آمریکا نخستین تحقیقات خود را در حوزهٔ روان‌شناسی زبان و دو زبانگی آغاز کرد. او از سال ۱۳۵۱ تا سال ۱۳۶۲ استادیار و دانشیار دانشگاه شهید چمران اهواز بود. او از خرداد ۱۳۵۶ تا شهریور ۱۳۵۷ دورهٔ تخصصی زبان شناسیِ شناختی و عصب‌شناسی زبان را در دانشگاه‌های برکلی و ایلینوی آمریکا گذراند و به دانشگاه شهید چمران اهواز - جندی شاپور سابق - بازگشت.
از سال ۱۳۵۹ تا سال ۱۳۶۷، به عنوان دانشیار دانشکده علوم توانبخشی تدریس می‌کرد. از سال ۱۳۷۲ تا ۱۳۷۸ استاد تمام گروه زبان‌شناسی دانشگاه پیام نور بود. از سال ۱۳۷۸ به دانشگاه علوم بهزیستی و توانبخشی دعوت شد و به مدت ده سال استاد و مدیر گروه گفتار درمانی آنجا بود.

## پژوهش
راه اندازی نخستین دورهٔ دکتری گفتاردرمانی ایران، چاپ نخستین مجلهٔ زبان و ذهن و راه اندازی گروه پژوهش گفتار و زبان، گوشه ای از فعالیت‌های علمی او در این دوره است. نیلی پور سال ۱۳۸۱ مفتخر به کسب لوح افتخار پژوهش در حوزهٔ زبان‌شناسی بالینی در هشتمین جشنوارهٔ علوم پزشکی رازی و سال ۱۳۸۴ به عنوان پژوهشگر برگزیدهٔ فرهنگستان علوم در جشنوارهٔ خوارزمی انتخاب شد. سال ۱۳۹۱ به عضویت آکادمی زبان پریشی آمریکا و همچنین به عضویت شاخهٔ زبان‌شناسی شناختی در ایران، تدوین و چاپ مجموعه آزمون‌های دانش بنیان و زبان آزمای بالینی و تدوین فصل تحقیقات عصب‌شناسی زبان فارسی در کتاب The Oxford Handbook of Persian Linguistics از آخرین فعالیت‌های علمی او به‌شمار می‌رود.
پژوهش‌های او عمدتاً در حوزه روان‌شناسی زبان و عصب‌شناسی زبان و زبان‌شناسی بالینی است. او همچنین عضو گروه واژه‌گزینی فرهنگستان زبان و ادب فارسی و عضو وابسته فرهنگستان علوم در شاخه زبان‌شناسی است.

## تحصیلات
- کارشناسی زبان و ادبیات انگلیسی از دانشگاه اصفهان در سال ۱۳۴۴
- کارشناسی ارشد زبان‌شناسی از دانشگاه تهران در سال ۱۳۴۶
- کارشناسی ارشد آموزش زبان انگلیسی از دانشگاه ایلینوی در سال ۱۳۵۱
- دکترای تخصصی زبان‌شناسی همگانی[۱۰] از دانشگاه تهران در سال ۱۳۵۵
- فوق تخصص عصب‌شناسی زبان و اختلالهای زبان از دانشگاه برکلی و ایلینوی آمریکا در سال ۱۳۵۷[۱۱]

## شب رضا نیلی‌پور
عصر شنبه، هشتم دی ماه سال ۱۳۹۷، چهارصد و هفدهمین شب از مجموعه شب‌های مجلهٔ بخارا با همراهی نشر خاموش، نشر نویسه پارسی و خانهٔ اندیشمندان علوم انسانی به شب «رضا نیلی پور» اختصاص یافت. در این شب که در تالار فردوسی خانهٔ اندیشمندان علوم انسانی برگزار شده بود، مجید شمس الدین، حسن عشایری، علی شمس اردکانی، زهرا سادات قریشی، آزیتا افراشی به سخنرانی پرداختند.
پخش فیلم مستند «رهایی از مکتب» ساختهٔ مجید محرابی و رونمایی از کتاب «زبان‌شناسی بالینی فارسی و تکوین زبان» از دیگر بخش‌های این نشست بود. رضا نیلی پور در سخنرانی خود، پیشنهاد کرد که برای بالا بردن کیفیت پژوهش‌های زبان‌شناسی بالینی شناختی جایزه دو سالانه ای از حقوق شخصی و حق تألیف‌های پرداخت نشده بعضی از ناشران در صندوقی ذخیره شود و زیر نظریاتی از همکاران متخصص این رشته به جوانان برندهٔ به عنوان جایزه پرداخت شود. در پایان این مجلس، از کتاب «زبان‌شناسی بالینی فارسی و تکوین زبان» از نشر نویسه پارسی به تألیف دکتر رضا نیلی پور با حضور خانوادهٔ ایشان و ژاله آموزگار، حسن عشایری، شیوا دولت‌آبادی، آزیتا افراشی، زهرا سادات قریشی، توفیق سبحانی، یحیی مدرسی، نیلوفر کشتیاری، علی شمس، امیر احمدی رونمایی شد.

## مراسم تمبر یادبود نیلی‌پور
رضا ملک‌زاده معاون تحقیقات وزارت بهداشت در تاریخ ۲ دی ۱۳۹۸ در مراسم تقدیر از پژوهشگران برتر دانشگاه علوم بهزیستی و توانبخشی که با حضور نماینده پست جمهوری اسلامی ایران، رئیس، معاونان، مسئول نمایندگی دفتر نهاد رهبری در دانشگاه، مدیران، پژوهشگران و کارکنان معاونت تحقیقات و فناوری دانشگاه علوم بهزیستی و توانبخشی برگزار شد، از تمبر یادبود و ثبت ملی شده رضا نیلی پور رونمایی کرد.

## آثار
- زبان‌شناسی و آسیب‌شناسی زبان، رضا نیلی‌پور، ناشر: هرمس
- خاستگاه آگاهی در فروپاشی ذهن دوجایگاهی، تألیف جولیان جینز، مترجمان: هوشنگ رهنما، خسرو پارسا، احمد محیط طباطبایی، رضا نیلی‌پور، هما صادقی، نَجْلِ رحیم، اصلان ضرابی، شیوا دولت‌آبادی، ناشر: آگه
- فرهنگ آسیب‌شناسی گفتار و زبان (فارسی - انگلیسی، انگلیسی - فارسی)، رضا نیلی‌پور، ناشر: دانشگاه علوم بهزیستی و توان‌بخشی
- زبان و آگاهی، جرالد ادلمن، رضا نیلی‌پور (مترجم)، ناشر: نیلوفر
- کاربرد اصطلاحات و تعبیرات در ترجمه (رشتهٔ زبان انگلیسی)، رضا نیلی‌پور، مجدالدین کیوانی (ویراستار)، ناشر: دانشگاه پیام نور
- ترجمهٔ متون ساده (رشتهٔ مترجمی زبان انگلیسی)، رضا نیلی‌پور، ناشر: دانشگاه پیام نور
- زبان خارجی تخصصی (۱) (رشتهٔ ادبیات فارسی)، رضا نیلی‌پور، جلیل بانان صادقیان (ویراستار)، ناشر: دانشگاه پیام نور
- زبان خارجی تخصصی (۲) برای رشتهٔ زبان و ادبیات فارسی، منوچهر جعفری‌گهر، رضا نیلی‌پور، ناشر: دانشگاه پیام نور
- روش تشخیص و درمان لکنت زبان بر پایه مبانی عصب شناختی، هیجانی و رفتاری، تألیف رابرت لوگان، مترجمان: رضا نیلی‌پور، هاشم شمشادی، مهرنوش کلاشی، ناشر: اسپند هنر، ۱۳۸۲
- فرهنگنامهٔ موضوعی توصیفی علوم انسانی، گفتمان‌شناسی، جامعه‌شناسی زبان، روان‌شناسی و عصب‌شناسی زبان، مترجمان: لطف‌الله یارمحمدی، رضا نیلی‌پور، ناشر: فرزانه مهر، ۱۳۸۲
- داستان شگفت‌آور درناهای سیبری، جورج آرچیبالد، مترجمان: لیسا پورلک، رضا نیلی‌پور، ناشر: پَرَنگ، ۱۳۸۳
- چامسکی و انقلاب زبان‌شناسی، رضا نیلی‌پور، ناشر: دانژه
- لکنت: راهنای تشخیص، ارزیابی و درمان، رضا نیلی‌پور، حمید کریمی، بیژن شفیعی، سیما شیرازی، فریبا یادگاری، پیتر هاول، مریم مخلصین، مریم دانای طوسی، ناشر: دانشگاه علوم پزشکی اصفهان
- پایگاه دادگان زبان‌شناسی بالینی فارسی (http://pcld.uswr.ac.ir)